# Wohnpark Rodenkirchen

Wohnpark Rodenkirchen, 2011

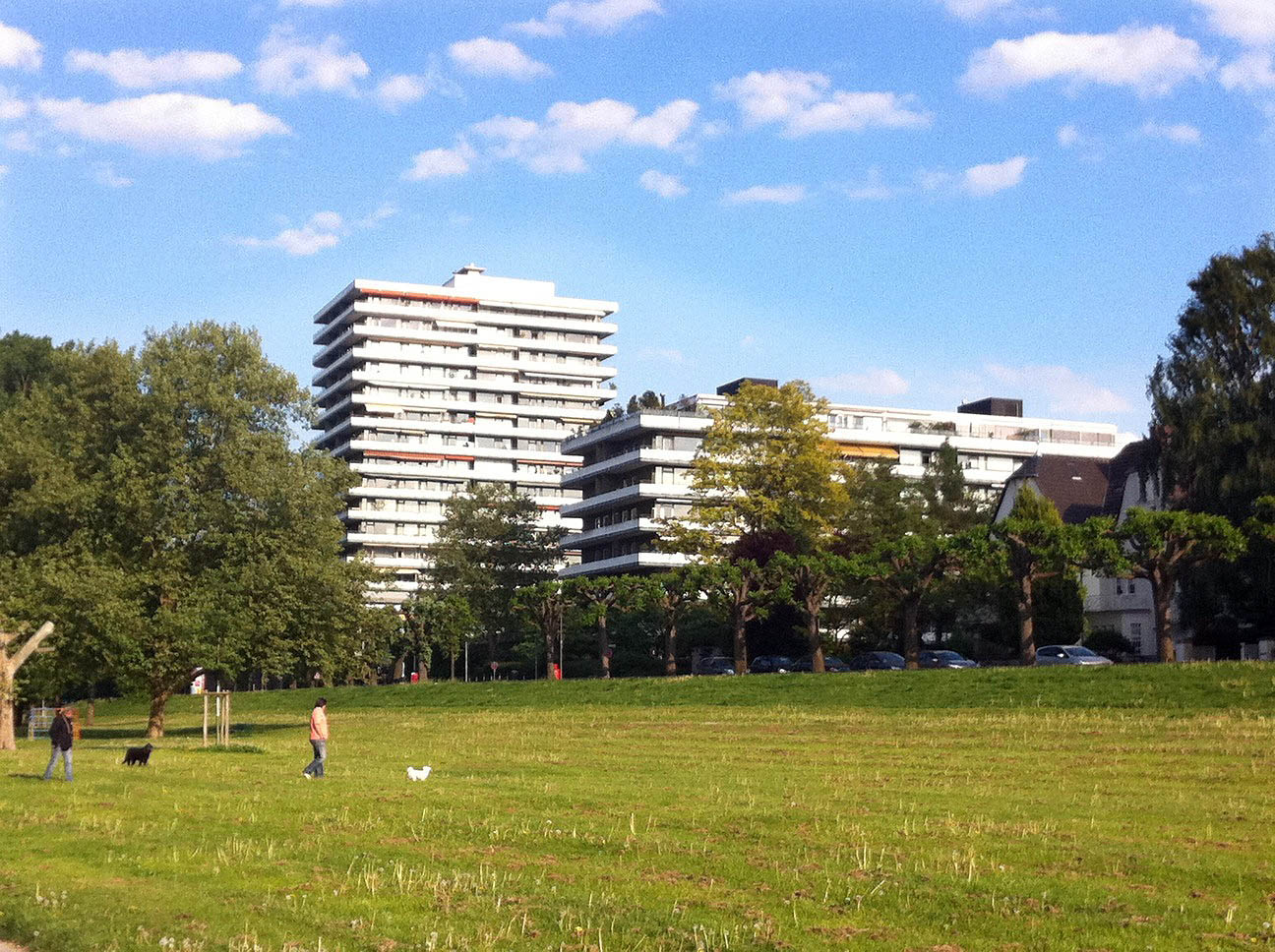
Wohnpark Rodenkirchen, 2011

Der Wohnpark Rodenkirchen ist eine Wohnanlage im Kölner Stadtteil Rodenkirchen. Er umfasst 333 Wohneinheiten, verteilt auf drei siebenstöckige Flachbauten sowie ein 16-stöckiges Hochhaus, gelegen zwischen Grüngürtelstraße, Roonstraße und Uferstraße.

## Geschichte
Der Wohnpark Rodenkirchen wurde 1967/1968 von der Concordia Versicherungs-Gesellschaft auf Gegenseitigkeit als Mietwohnanlage nach Plänen der Architekten Klaus Obertreis und Artur Gerard (dem ehemaligen Büroleiter und Teilhaber von Fritz August Breuhaus de Groot) erbaut. Es erhielt Ausstattungen wie ein Hallenschwimmbad, Müllschlucker, Aufzüge, Penthäuser und eine unter einer zentralen Gartenanlage verborgene Tiefgarage.
Einer ähnlichen Konzeption wie dem Wohnpark folgten unter anderem der Wohnpark Bayenthal (1976–1981), das Uni-Center (1973–1974), das Colonia-Haus (1972–1974) sowie das Rheinsternhaus (1976), die mit vergleichbarem Komfort errichtet wurden.
Der Wohnpark Rodenkirchen wurde auf dem Gelände der ehemaligen „Bleicherei und Appreturenanstalt W.J. Peters“ erbaut, in der bis in die 1950er Jahre Gewebe für den technischen Bedarf hergestellt wurden. Nach der Insolvenz des Unternehmens wurde das Gelände, das im von Bürgervillen der Gründerzeit sowie Bauhaus-Villen geprägten Auenviertels liegt, zeitweise als Obdachlosenheim genutzt. Für die Gemeinde Rodenkirchen (bis 1975 noch nicht nach Köln eingemeindet) stellte der Wohnpark eine Reparatur des Stadtviertels dar. Die Concordia-Lebensversicherung stellte der Gemeinde Geld für den Ausbau der Schulinfrastruktur zur Verfügung, da die Wohnungen im Wohnpark vorrangig für Familien konzipiert waren.
Beim Bau des Wohnparks kamen weitgehend vorgefertigte Betonteile zum Einsatz. Nach diesem Verfahren wurden in Deutschland mehrere formal und konstruktiv ähnliche Wohnparks errichtet; darunter der „Cosimapark“ in München sowie das für Botschaftsangehörige errichtete „Quartier 6“ in Bonn-Bad Godesberg.
1996 verkaufte die Colonia-Nordstern-Gruppe den Wohnpark an die Nürnberger Firmengruppe Sauer und Partner, woraufhin im Anschluss eine Aufteilung in Eigentumswohnungen und Veräußerung, hauptsächlich an ehemalige Mieter, erfolgte.

## Städtebauliche Funktion
Die Bauten des Wohnparks bilden – zusammen mit den Pylonen der Rodenkirchener Rheinbrücke  – eine markante Raumkante am südlichen Ende der Rheinpromenade. Städtebaulich und architektonisch kann der Gebäudekomplex als Gegenpol zur Kirche Alt St. Maternus aufgefasst werden, zusammen mit der im Westen bildet er eine Klammer um die Rheinaue, einem beliebten Naherholungsgebiet („Rodenkirchener Riviera“). Zugleich markiert der Wohnpark Rodenkirchen das Ende der Wohnbebauung und den Beginn des Weißer Rheinbogens. Die Baugenehmigung der Gemeinde Rodenkirchen von 1967 weist den Gebäudekomplex unter dem Namen „Süddominante Rodenkirchen“ aus; ein Name, der die städtebauliche Funktion zum Ausdruck bringt. Ungewöhnlich für die damalige Bauzeit ist die Anordnung der fünf Baukörper (vier Wohnhäuser plus Schwimmbad), die im rechten Winkel zueinander stehen und den Blockrand deutlich nachzeichnen. Sie stehen damit der Tradition der historischen gebauten Stadt als den städtebaulichen Idealen der Nachkriegszeit, die in Berufung auf die Charta von Athen (CIAM) Blockrandbildung und rechte Winkel strikt ablehnte und eine „zwanglos, in freier Natürlichkeit komponierte“ Verzahnung von Baukörpern und Landschaft forderte.

## Technik und Ausstattung
Die vier Häuser des Wohnparks sind durch eine Tiefgarage mit 212 Stellplätzen verbunden. Über die Tiefgarage erfolgt auch der Zugang zum Hallenschwimmbad samt einem 18-Meter-Becken. Jedes Haus wird über je zwei Aufzüge erschlossen. Ein eigenes Blockheizkraftwerk mit Gasanschluss sorgt seit 2009 für die Strom- und Wärmeerzeugung. Das Hallenschwimmbad wird seit 2011 über Sonnenkollektoren erwärmt. Die zentrale, zwischen den Baukörpern angelegte Grünanlage mit seiner zeittypischen Freiraumgestaltung und Wasserspiel wurde 2007 im Zuge von Sanierungsarbeiten entfernt. 2015 und 2016 wurden die Balkonbrüstungen einer umfassenden Balkonsanierung unterzogen, wobei Wert auf den vollständigen Erhalt der architektonischen Gestaltung gelegt wurde.
Der Wohnpark wurde aufgrund seiner Rheinlage gegen Hochwasser gesichert, etwa durch Schott-Türen zwischen den Häusern und der Tiefgarage. Darüber hinaus ist das Erdgeschossniveau der fünf Baukörper gegenüber den benachbarten Bebauung um ca. 2,60 Meter angehoben, sodass der Wohnpark auch bei „Jahrhunderterfluten“ 1993 und 1995 nicht überschwemmt wurde.